# جون جيفرسون (مؤلف)
جون جيفرسون (بالإنجليزية: Jon Jefferson)‏ (13 نوفمبر 1955، سانت جوزيف في الولايات المتحدة)؛ مؤلف وروائي أمريكي. درس في جامعة ولاية كارولينا الشمالية في تشابل هيل.